# Komisija za Južni Pacifik
Komisija za Južni Pacifik je regionalna međuvladina organizacija čije članstvo uključuje narode i teritorije u Tihom oceanu. Sjedište organizacije je u gradu Nouméu u Novoj Kaledoniji.

## Povijest
Komisiju za Južni Pacifik osnovala je 1947. godine skupina šest razvijenih zemalja s interesima u regiji:
- Australija
- Francuska
- Nizozemska
- Novi Zeland
- Ujedinjeno Kraljevstvo
- SAD

Nizozemska se povukla iz organizacije 1962. godine, a Ujedinjeno Kraljevstvo 1994. Nakon što je 1998. godine Ujedinjeno Kraljevstvo ponovo pristupilo organizaciji, ponovo se povuklo 2004. godine.
Komisija za Južni Pacifik proširila je služenje svojoj zajednici, te sada obuhvaća sljedeće pacifičke zemlje i teritorije, koje su od 1983. ravnopravni članovi:
| Američka Samoa   | Cookovo Otočje     | Fidži           | Francuska Polinezija     |
| Guam             | Kiribati           | Maršalovi Otoci | Mikronezija              |
| Nauru            | Nova Kaledonija    | Niue            | Sjevernomarijanski Otoci |
| Palau            | Papua Nova Gvineja | Pitcairn        | Samoa                    |
| Solomonski Otoci | Tokelau            | Tonga           | Tuvalu                   |
| Vanuatu          | Wallis i Futuna    |                 |                          |

Komisija za Južni Pacifik je danas najstarija i najveća organizacija u Vijeću regionalnih organizacija na Pacifiku. Organizacija je koncentrirana na pružanje tehničke i savjetodavne podrške svojim članicama posebice u područjima gdje male otočne države nemaju novac za stručne kadrove, ili u područjima gdje je potrebna regionalna suradnja i interakcija. Trenuti ravnatelj organizacije je Jimmie Rodgers iz Salomonskih Otoka.

## Vanjske poveznice
- Službena stranica
- Dokumentacija formaliziranja odnosa s Ujedinjenim narodima